# Vallée de la Dordogne quercynoise (ZNIEFF)
Pour l’article homonyme, voir Vallée de la Dordogne quercynoise.
Le site vallée de la Dordogne quercynoise est une zone naturelle d'intérêt écologique, faunistique et floristique (ZNIEFF) française des départements de la Corrèze et de la Dordogne, en région Nouvelle-Aquitaine, et du Lot, en région Occitanie.

## Situation
Limité aux départements de la Corrèze, de la Dordogne et du Lot, le site « vallée de la Dordogne quercynoise » correspond à la vallée de la Dordogne mais également à « certains secteurs adjacents de coteaux secs calcaires caractéristiques des causses du Quercy », depuis Astaillac et Gagnac-sur-Cère à l'est, jusqu'au viaduc ferroviaire de Mareuil à l'ouest, entre Peyrillac-et-Millac et Le Roc ; il s'étend sur 8 758,03 hectares, sur le territoire de 28 communes riveraines de la Dordogne : deux en Corrèze, deux en Dordogne et vingt-quatre dans le Lot.

## Description
Le site « vallée de la Dordogne quercynoise » est une zone naturelle d'intérêt écologique, faunistique et floristique (ZNIEFF) de type II, c'est-à-dire qu'elle représente un ensemble naturel riche ou peu modifié, qui offre des potentialités biologiques importantes. Elle possède un rôle fonctionnel ainsi qu'une cohérence écologique et paysagère et inclut territorialement l'intégralité de la ZNIEFF de type I quatre fois moins étendue « la Dordogne quercynoise »,.
Le site est composé à 35 % de forêts caducifoliées, à 30 % de prairies mésophiles, à 12 % d'eaux courantes, à 12 % de cultures, à 4 % de vergers, bosquets ou plantations d'arbres, à 2 % de fourrés, à 2 % de pelouses calcicoles sèches, à 2 % de villes, villages et sites industriels et à 1 % de rochers, éboulis et sables.
Des recensements y ont été effectués aux niveaux faunistique et floristique.

Vallée de la Dordogne quercynoise
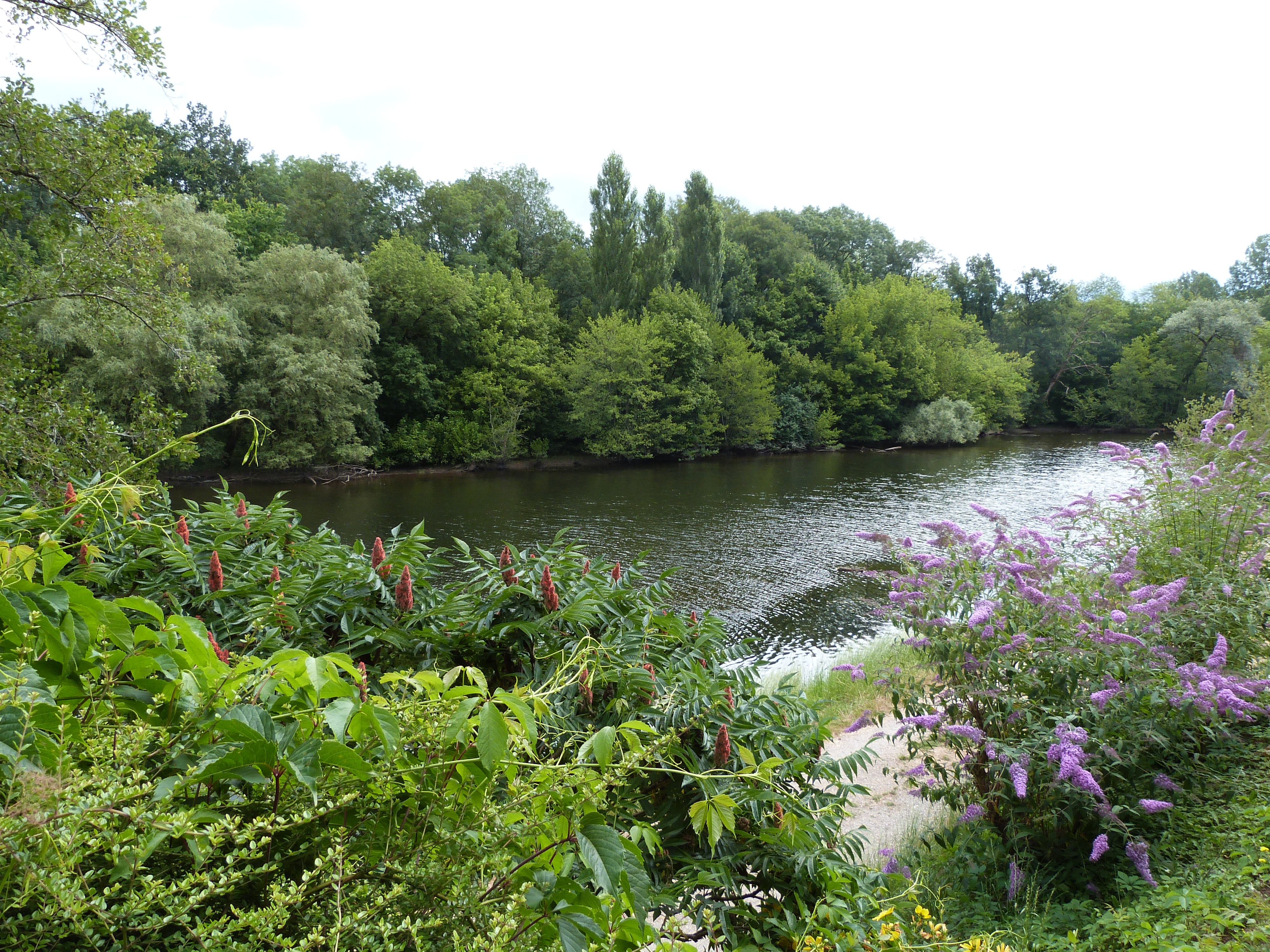
Bras de la Dordogne à Carennac.
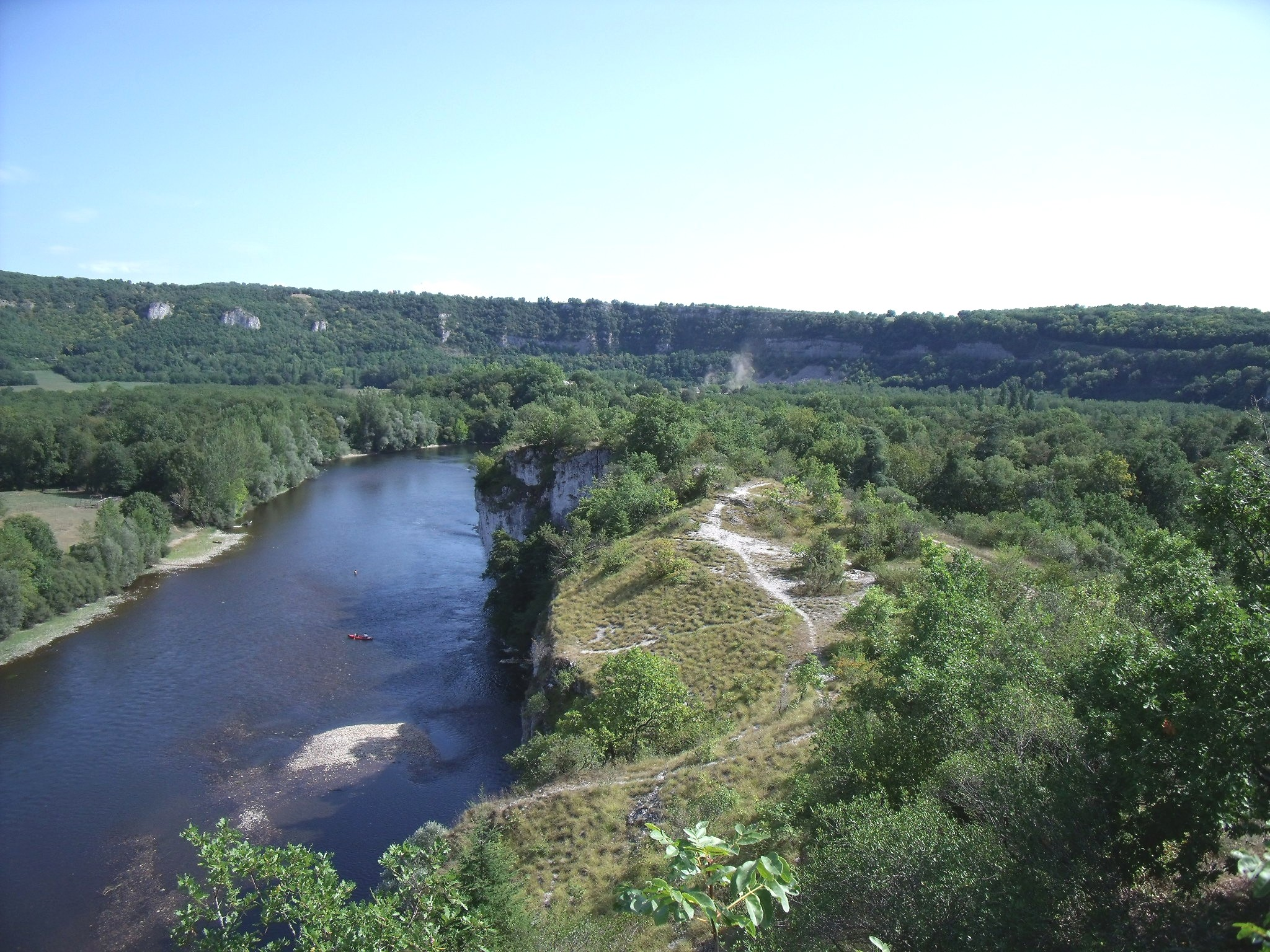
Au bélvédère de Copeyre, entre Floirac à gauche et Martel.
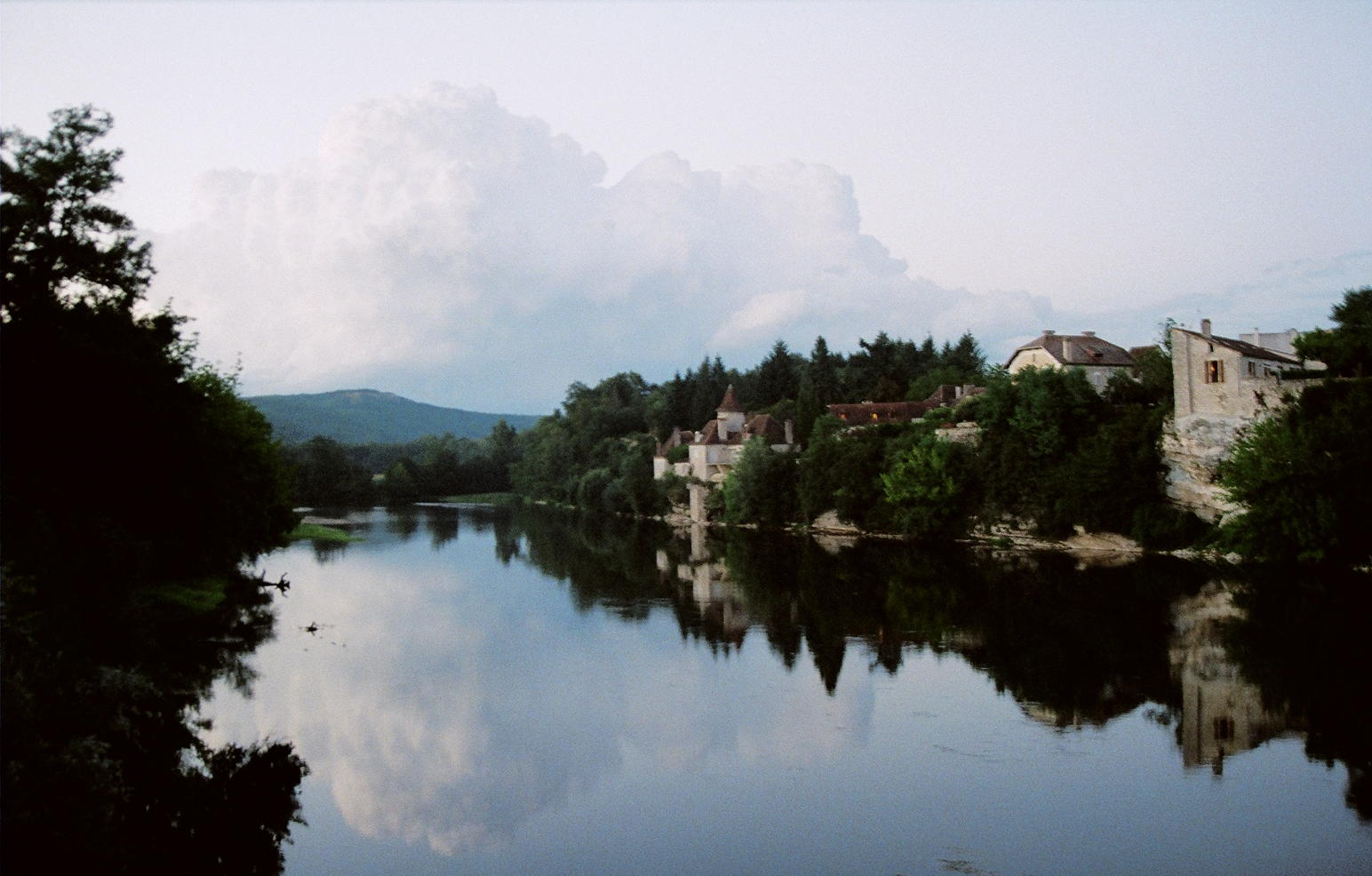
Au pont de la RD 15, entre Saint-Sozy à gauche et Meyronne.
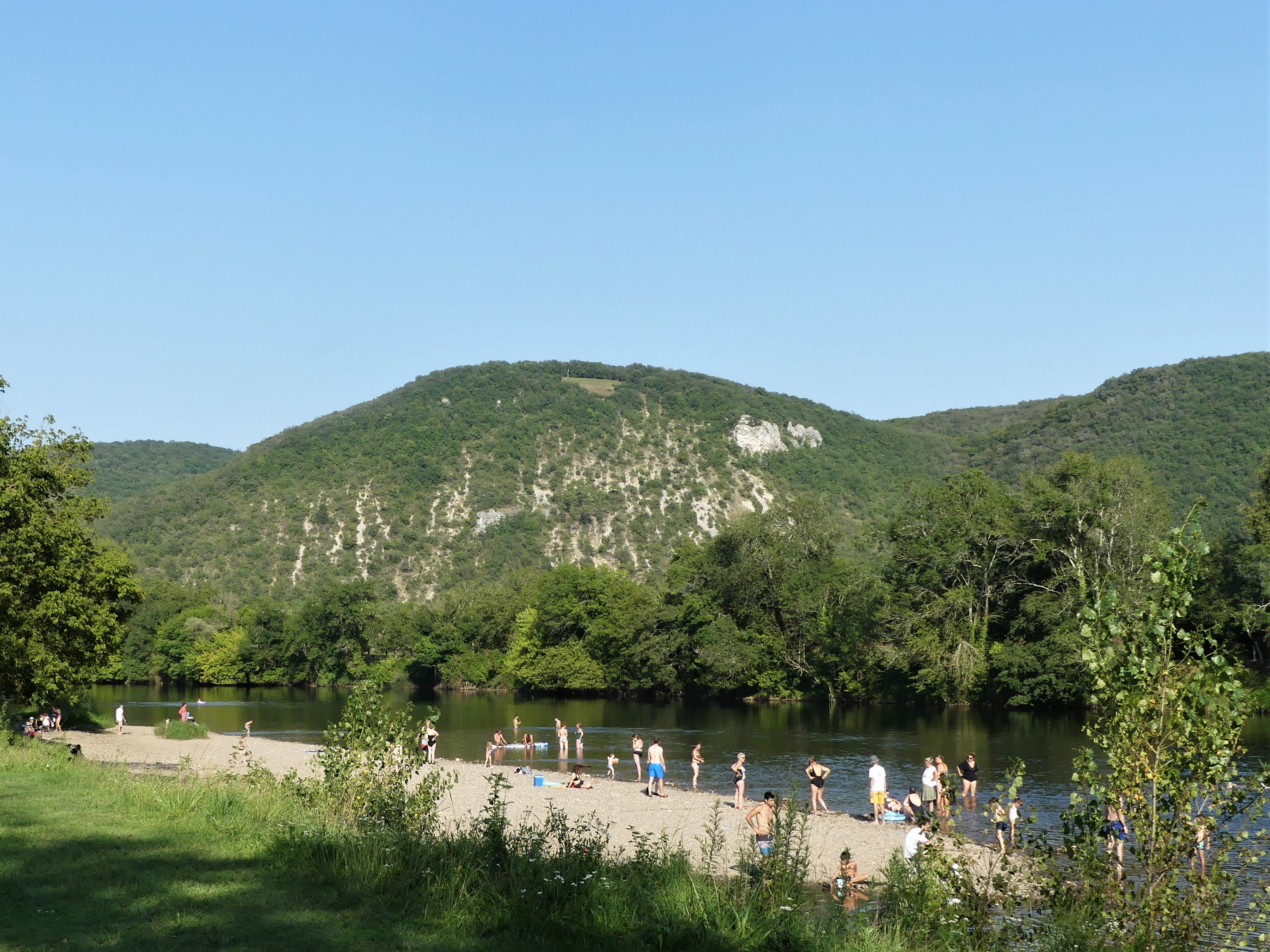
Entre Cazoulès au premier plan et Lanzac et Le Roc au fond.

## Faune recensée

### Espèces animales déterminantes
De 1980 à 2009, 83 espèces déterminantes animales y ont été répertoriées :
- quarante-huit insectes dont :
  - trente-trois coléoptères entre 1980 et 2005 : Abdera flexuosa (en), Aeletes atomarius (sv), Agnathus decoratus, Ampedus cardinalis (sv), Ampedus cinnaberinus, Ampedus pomorum, Ampedus rufipennis, Ampedus sanguinolentus, Biphyllus lunatus (en), Bolitophagus reticulatus (de), Brachygonus megerlei, le Cardiophore des graminées (Cardiophorus gramineus (de), le Clairon porte-croix (Opilo mollis (en)), Dissoleucas niveirostris (de), Drapetes mordelloides (sv), Elater ferrugineus (en), Ischnodes sanguinicollis (de), Ischnomera caerulea (sv), Ischnomera cyanea (de), Liocola lugubris (de), Megapenthes lugens (en), Melandrya barbata (sv), Microrhagus lepidus (sv), Microrhagus pygmaeus, Oplosia cinerea (en), Platydema violacea (sv), le Prione tanneur (Prionus coriarius), Procraerus tibialis (sv), Pycnomerus terebrans, Stenagostus rhombeus (sv), Tetratoma fungorum (sv), Tillus elongatus et Tropideres albirostris (sv),
  - cinq lépidoptères entre 1997 et 2009 : l'Azuré du serpolet (Phengaris arion), le Cuivré des marais (Lycaena dispar), le Damier de la succise (Euphydryas aurinia), l'Hermite (Chazara briseis) et le Nacré de la filipendule (Brenthis hecate),
  - quatre odonates entre 1996 et 2006 : l'Agrion de Mercure (Coenagrion mercuriale), la Cordulie à corps fin (Oxygastra curtisii), le Gomphe à crochets (Onychogomphus uncatus) et la Naïade aux yeux rouges (Erythromma najas),
  - six orthoptères entre 1989 et 2007 : le Criquet des friches (Omocestus petraeus (sv), le Criquet des garrigues (Omocestus raymondi (sv)), le Criquet des jachères (Chorthippus mollis (en)), le Grillon des torrents (Pteronemobius lineolatus (sv), l'Œdipode aigue-marine (Sphingonotus caerulans caerulans) et le Tétrix méridional (Paratettix meridionalis) ;
- quatre crustacés en 1998 : Caecosphaeroma burgundum (sv), Niphargus ladmiraulti, Salentinella petiti et Stenasellus virei (sv) ;
- cinq mammifères entre 1998 et 2006 : la Loutre d'Europe (Lutra lutra), la Martre des pins (Martes martes), le Minioptère de Schreibers (Miniopterus schreibersii), le Petit rhinolophe (Rhinolophus hipposideros) et le Rhinolophe euryale (Rhinolophus euryale) ;
- deux mollusques en 2001 : la Bythinelle de Padirac (Bythinella padiraci (en)) et Moitessieria rolandiana (en) ;
- treize oiseaux entre 1980 et 2009 : l'Alouette lulu (Lullula arborea), le Circaète Jean-le-Blanc (Circaetus gallicus), le Faucon pèlerin (Falco peregrinus), le Hibou grand-duc (Bubo bubo), l'Hirondelle de rivage (Riparia riparia), la Huppe fasciée (Upupa epops), le Martinet à ventre blanc (Tachymarptis melba), le Petit Gravelot (Charadrius dubius), le Pic mar (Dendrocopos medius), la Pie-grièche à tête rousse (Lanius senator), le Pigeon colombin (Columba oenas), le Torcol fourmilier (Jynx torquilla) et la Tourterelle des bois (Streptopelia turtur) ;
- dix poissons entre 1988 et 2005 : l'Anguille d'Europe (Anguilla anguilla), Barbatula[Note 2], le Chabot (Cottus)[Note 3], Gobio[Note 4], le Grand brochet (Esox lucius), la Grande alose (Alosa alosa), la Lamproie de Planer (Lampetra  planeri), la Lamproie marine (Petromyzon marinus), le Saumon atlantique (Salmo salar) et le Vairon (Phoxinus phoxinus) ;
- un reptile en 2000 : le Lézard ocellé (Timon lepidus).

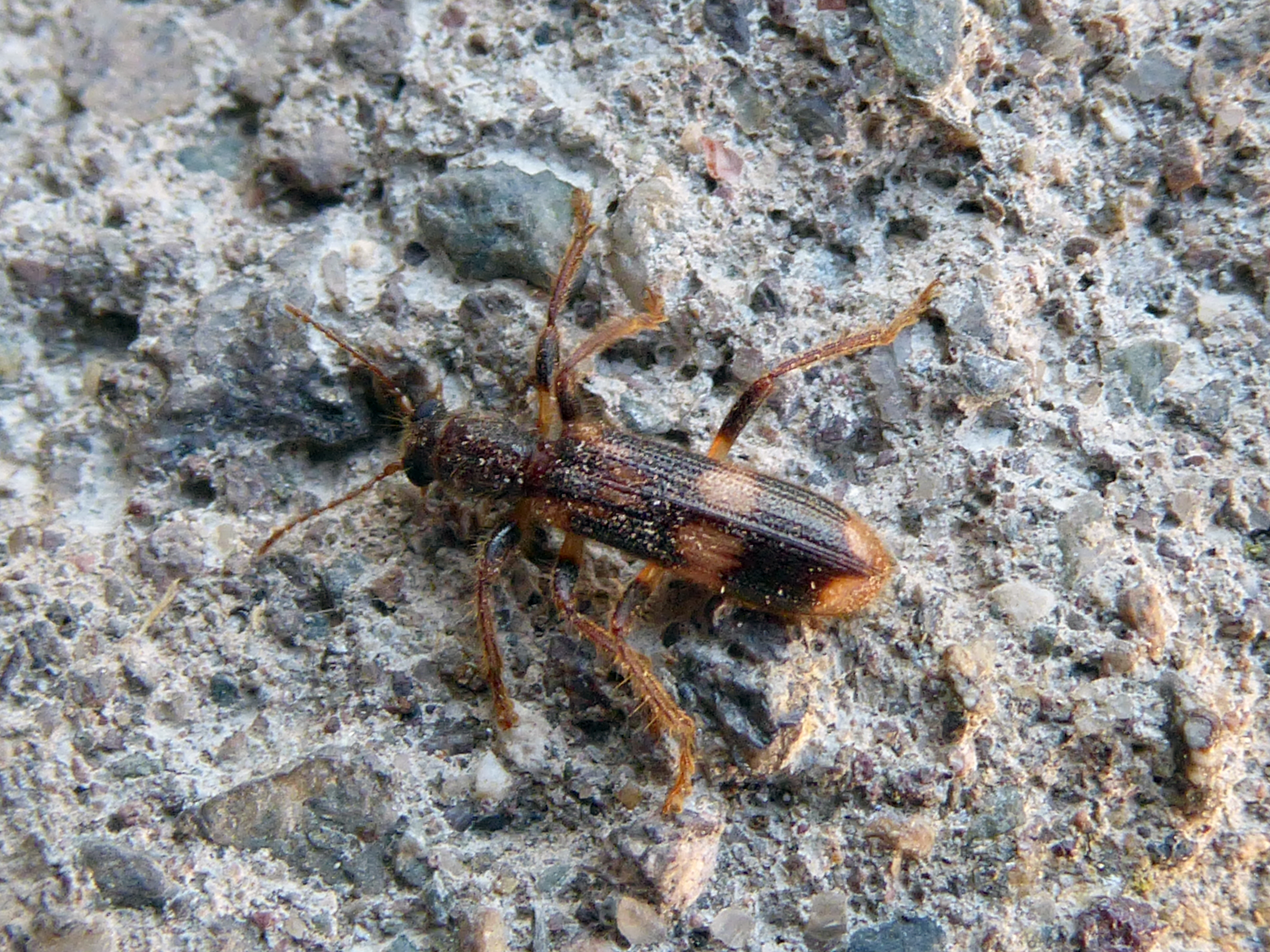
Clairon porte-croix.
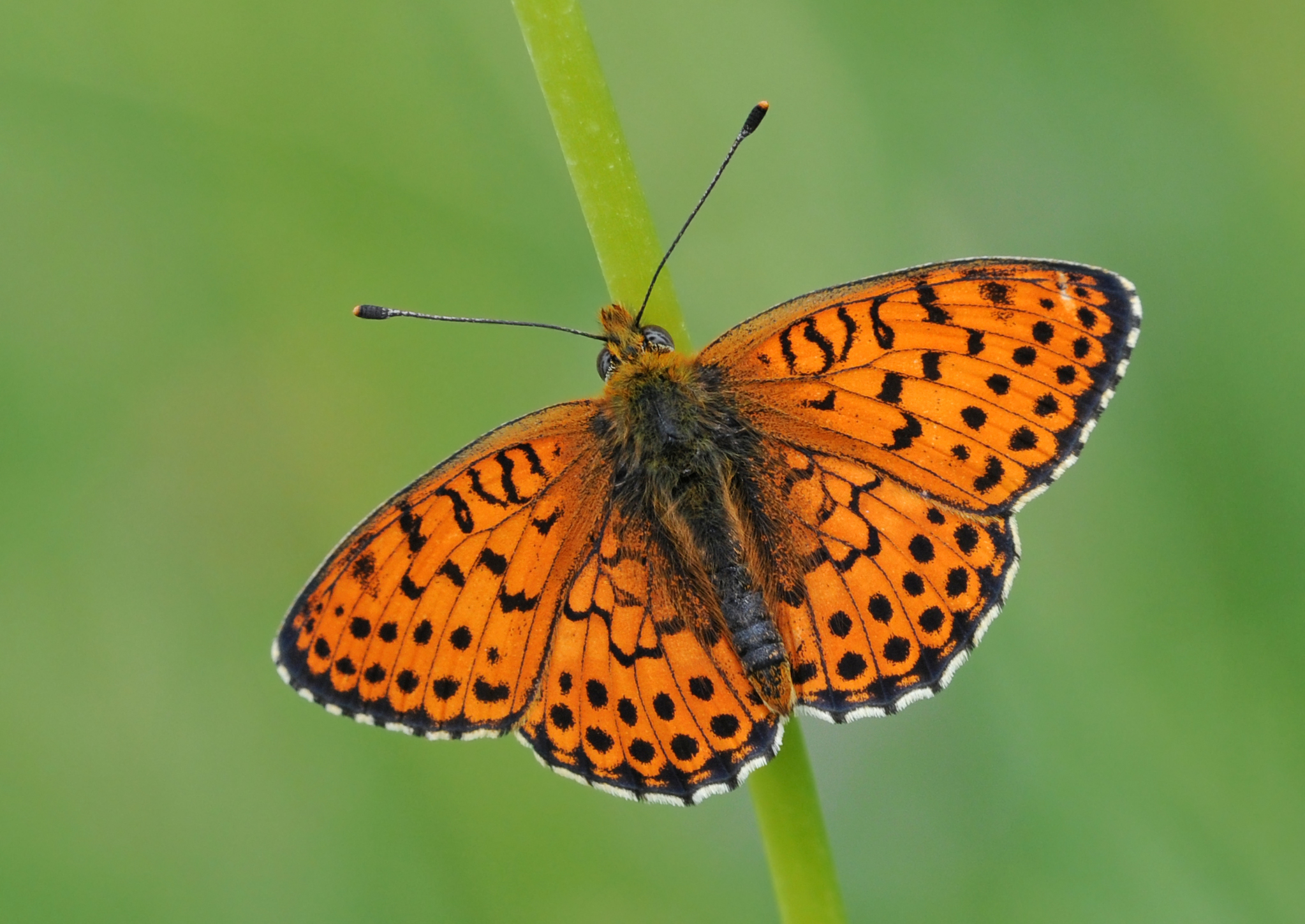
Nacré de la filipendule.
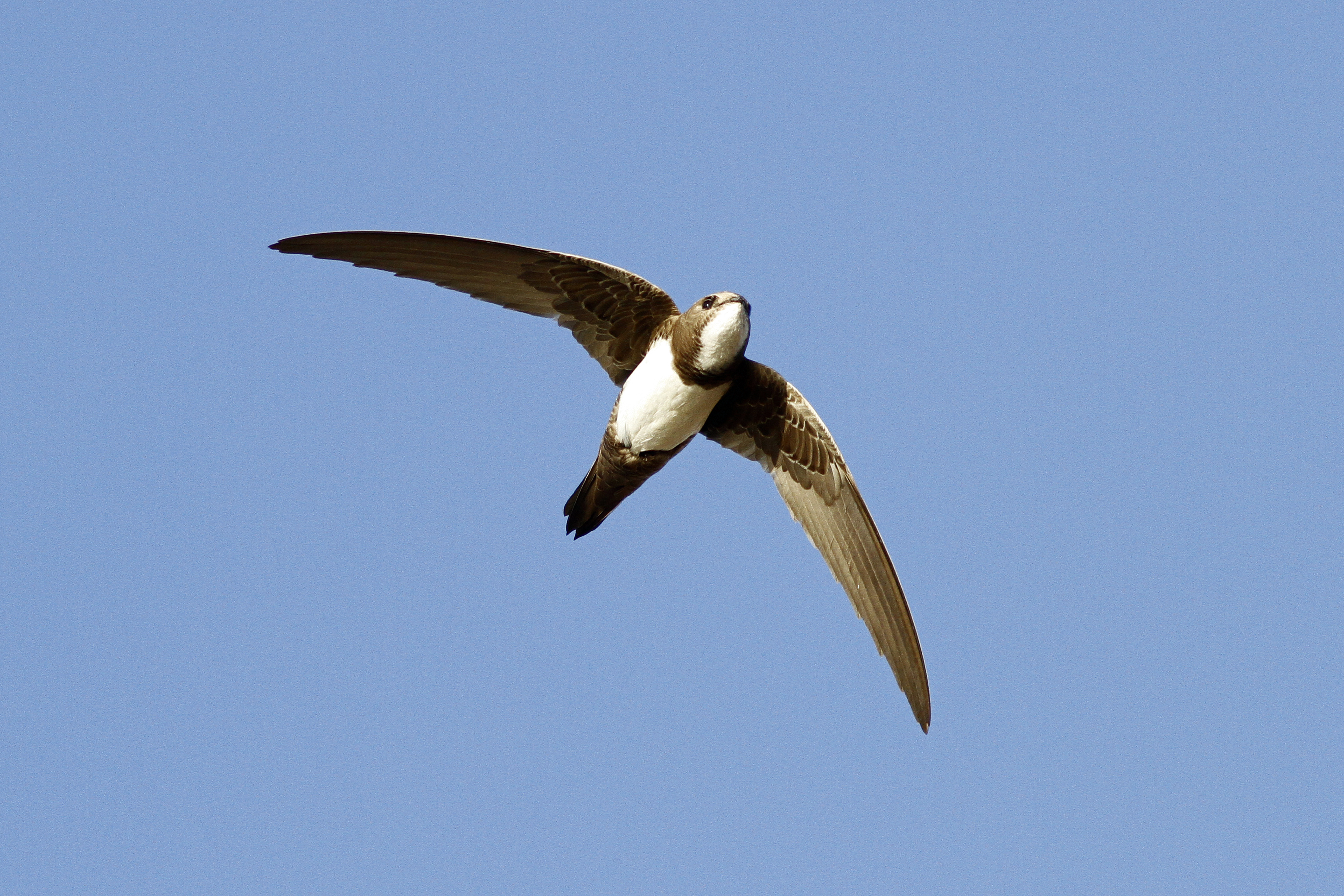
Martinet à ventre blanc.
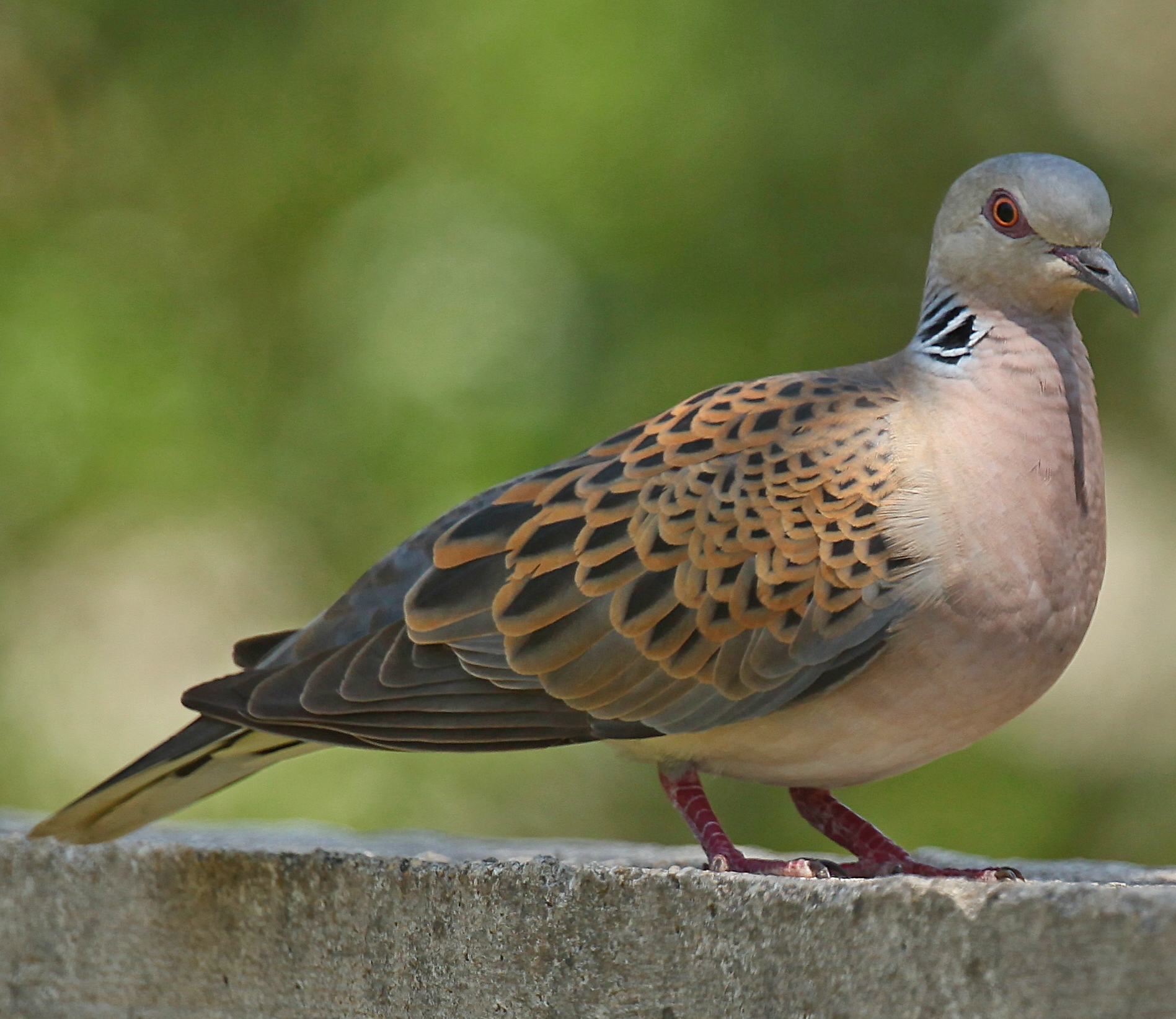
Tourterelle des bois.
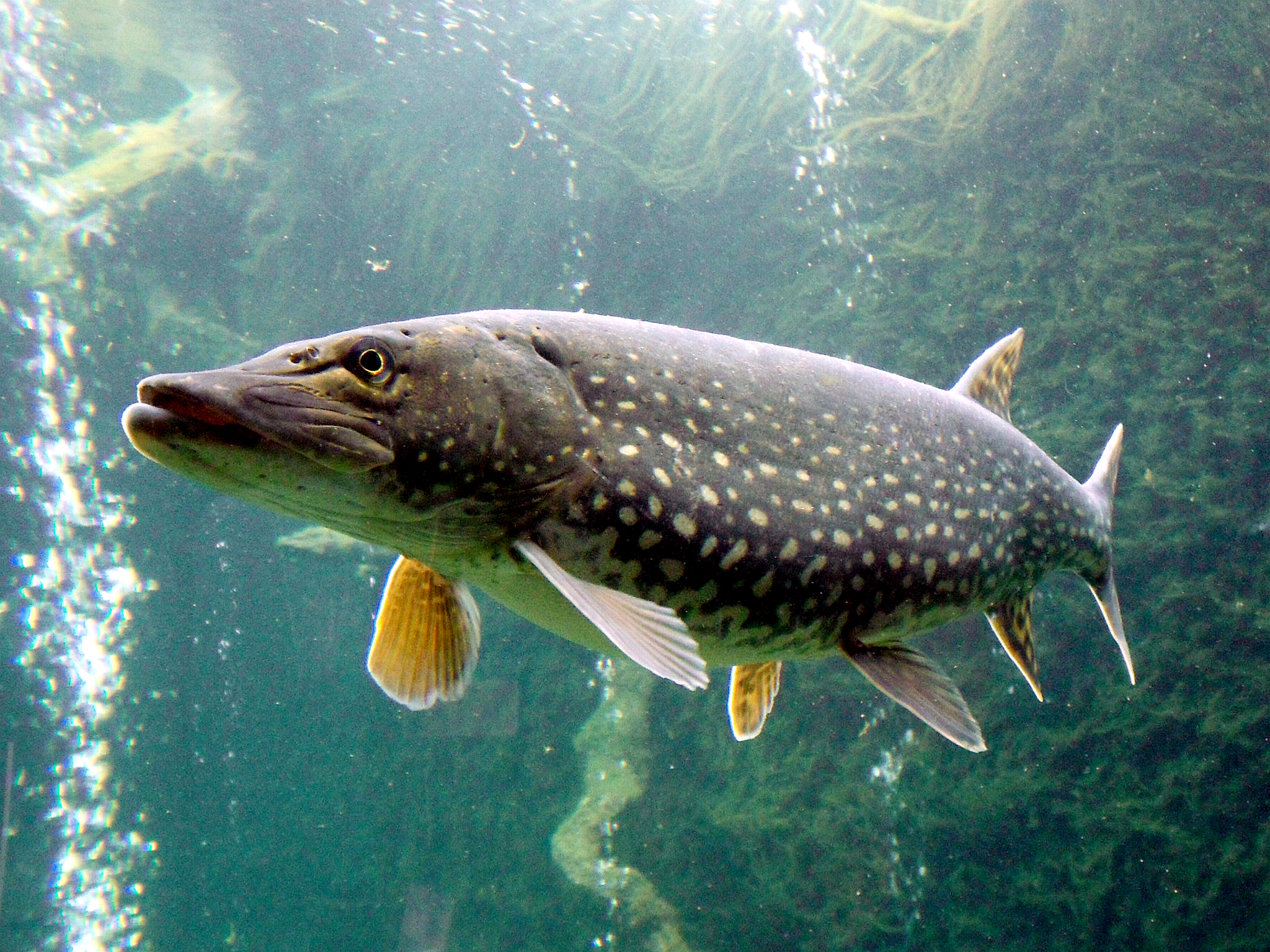
Grand brochet.

### Autres espèces animales
Quatre autres espèces d'orthoptères — non déterminantes — y ont été recensées entre 1996 et 2007 : le Criquet des roseaux (Mecostethus parapleurus (en)), le Grillon bordelais (Eumodicogryllus bordigalensis), le Grillon des marais (de) (Pteronemobius heydenii) et l'Œdipode rouge (Oedipoda germanica).

### Protection de la faune
Une espèce de gastéropodes de la ZNIEFF, Moitessieria rolandiana, est protégée sur l'ensemble du territoire français.
Quatre espèces d'insectes de la ZNIEFF, l'Agrion de Mercure, la Cordulie à corps fin, le Cuivré des marais et le Damier de la succise, sont protégées au titre de la Directive habitats de l'Union européenne et donc sur l'ensemble du territoire français.
Les cinq espèces mammifères de la ZNIEFF, la Loutre d'Europe, la Martre des pins, le Minioptère de Schreibers, le Petit rhinolophe et le Rhinolophe euryale, sont protégées au titre de la Directive habitats de l'Union européenne mais paradoxalement seules quatre sont protégées sur l'ensemble du territoire français, la Martre des pins étant considérée comme gibier autorisé à la chasse.
Cinq espèces d'oiseaux de la ZNIEFF, l'Alouette lulu, le Circaète Jean-le-Blanc, le Faucon pèlerin, le Hibou grand-duc et le Pic mar, sont protégées au titre de la Directive oiseaux de l'Union européenne ; elles sont donc protégées sur l'ensemble du territoire français, tout comme six autres : l'Hirondelle de rivage, la Huppe fasciée, le Martinet à ventre blanc, le Petit Gravelot, la Pie-grièche à tête rousse et le Torcol fourmilier.
Quatre espèces de poissons de la ZNIEFF, la Grande alose, la Lamproie de Planer, la Lamproie marine et le Saumon atlantique, sont protégées au titre de la Directive habitats de l'Union européenne ; elles sont donc protégées sur l'ensemble du territoire français, tout comme le Grand brochet.

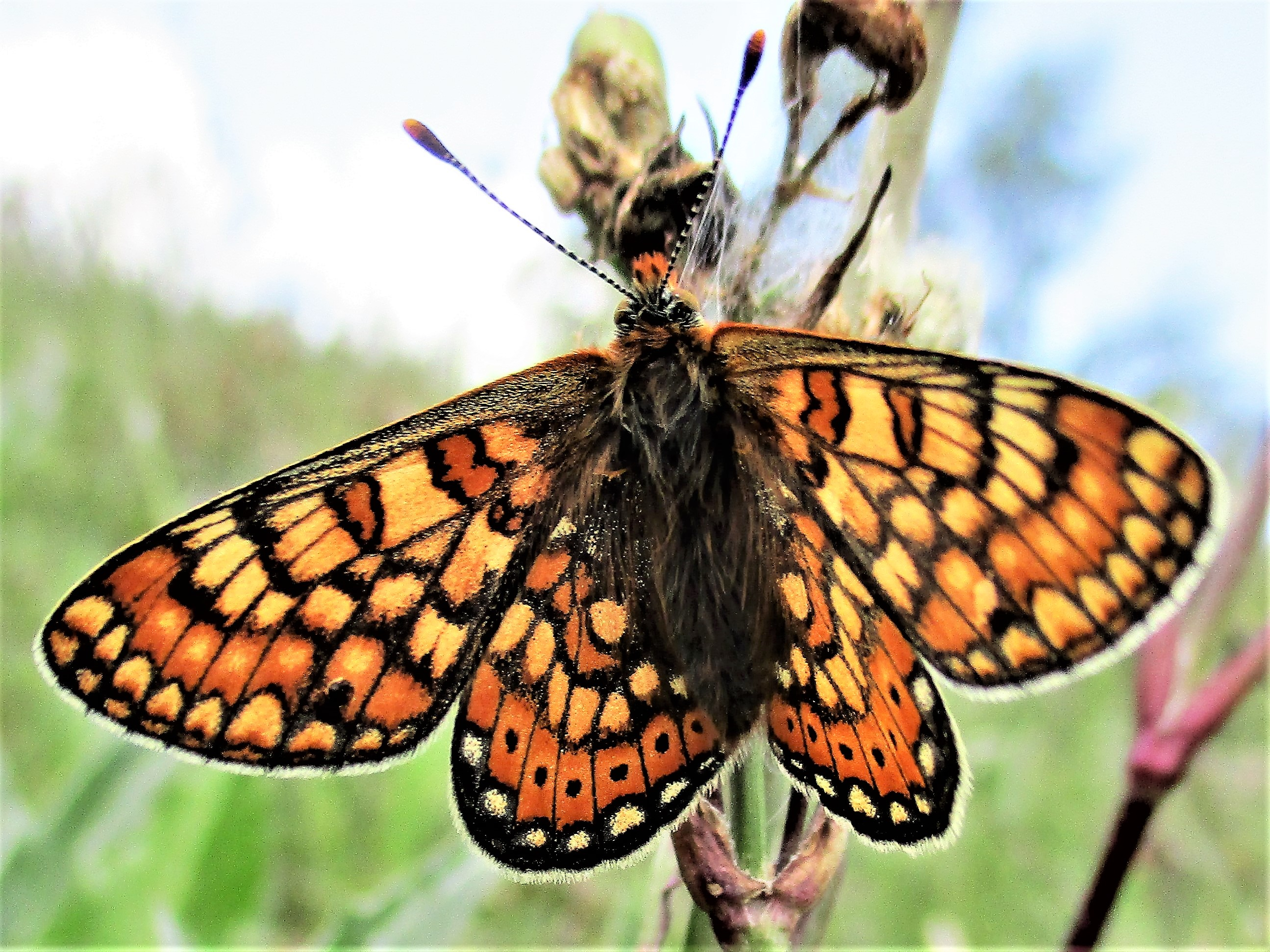
Damier de la succise.
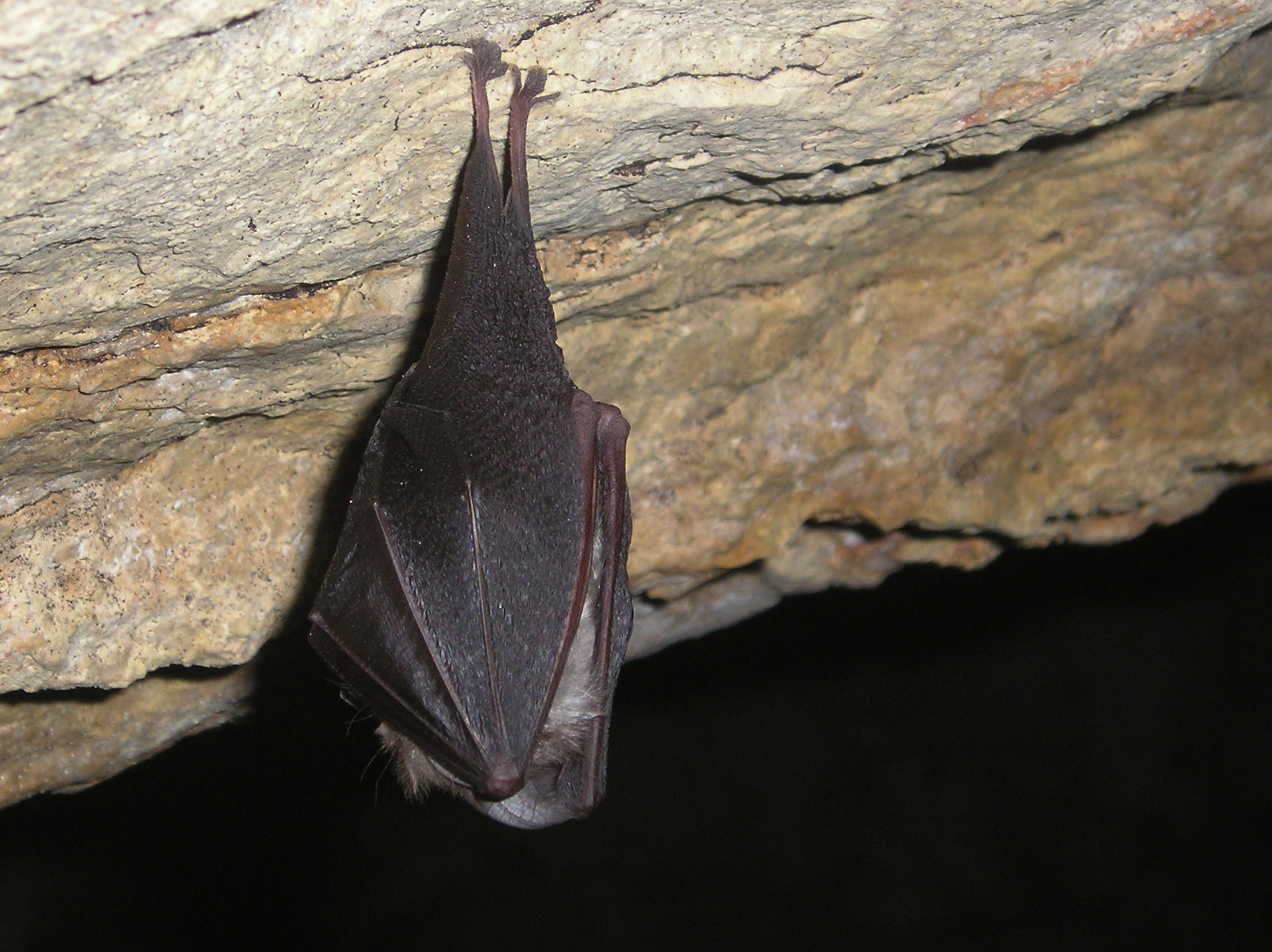
Petit rhinolophe au repos.
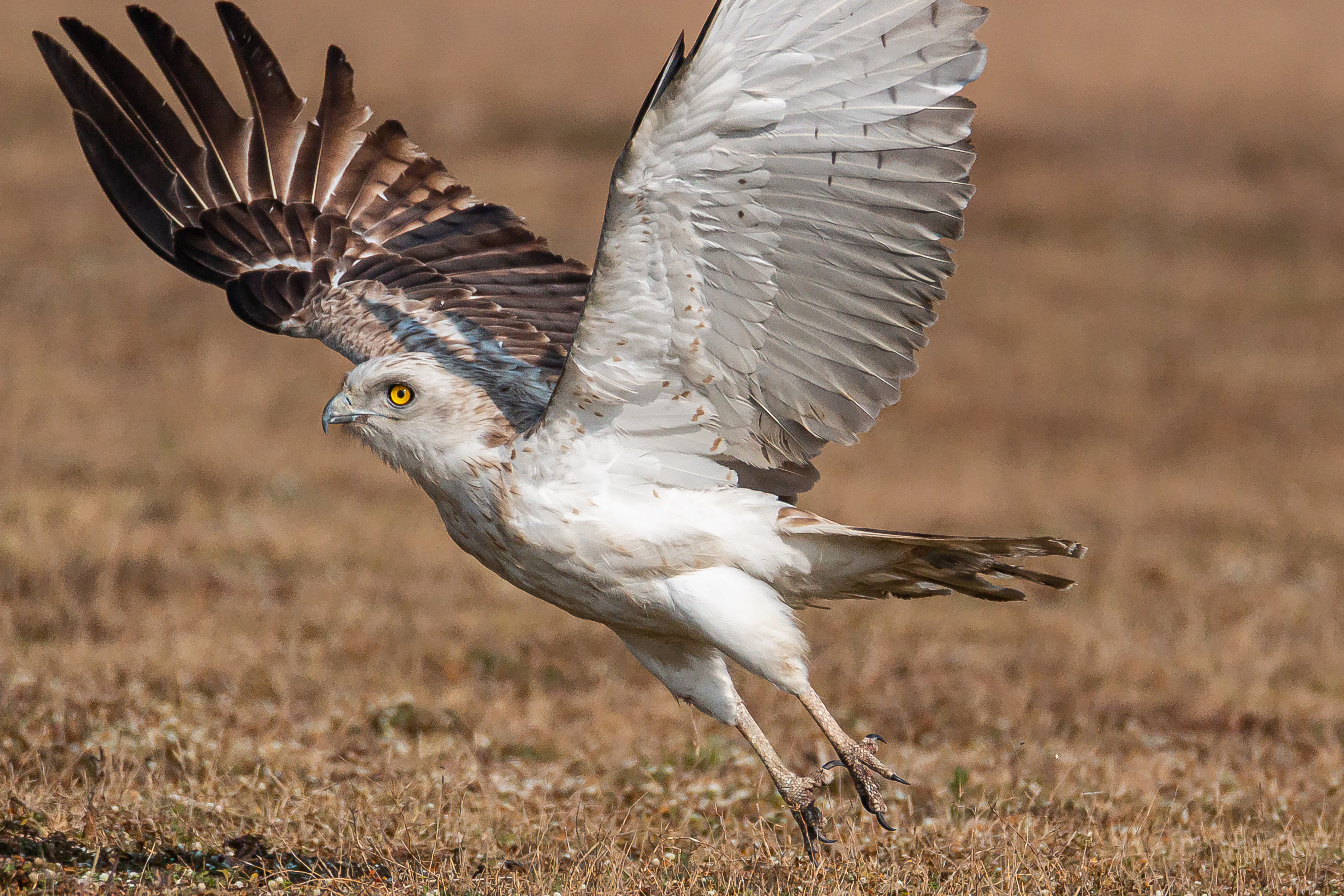
Circaète Jean-le-Blanc en vol.
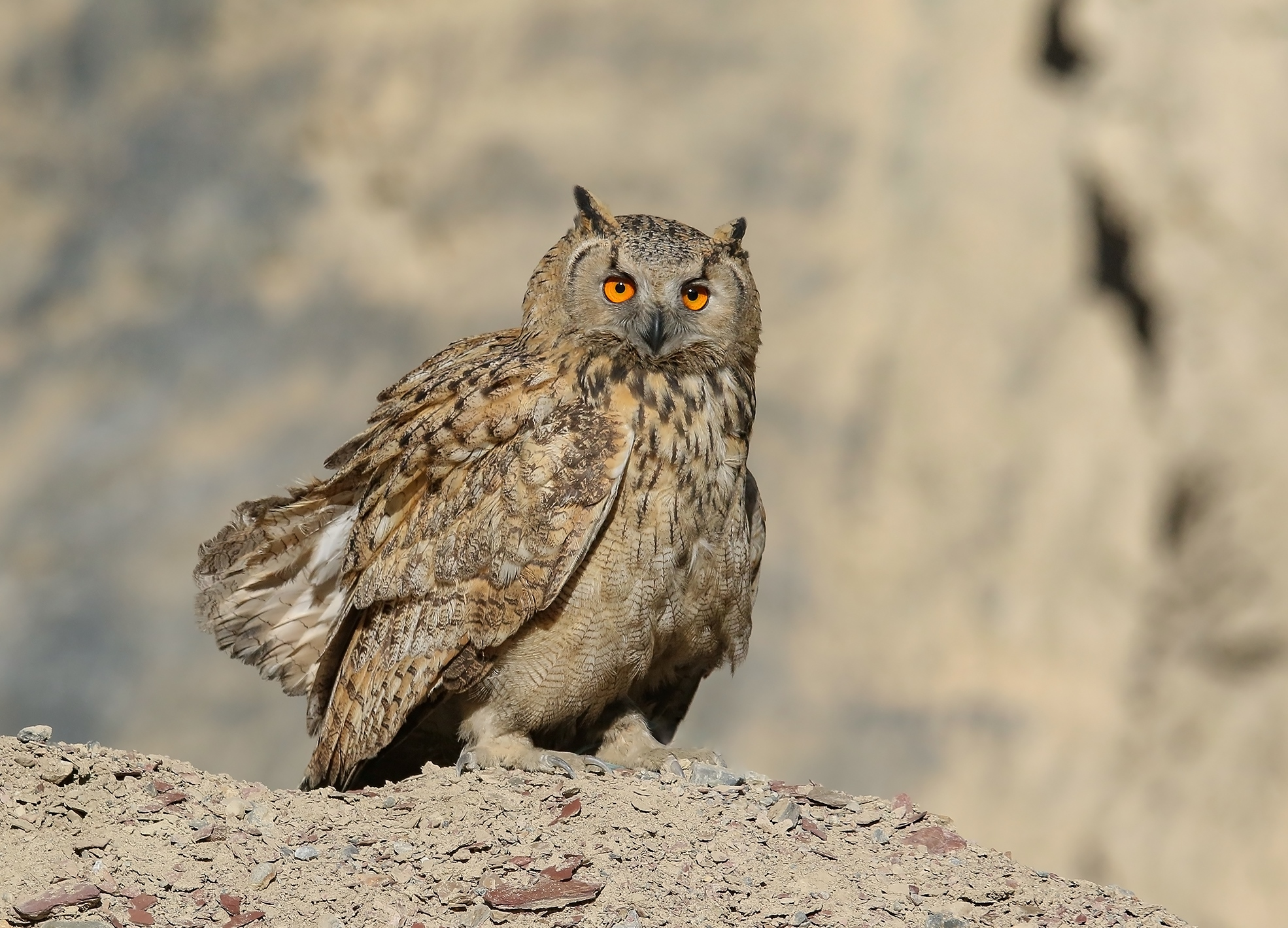
Hibou grand-duc.
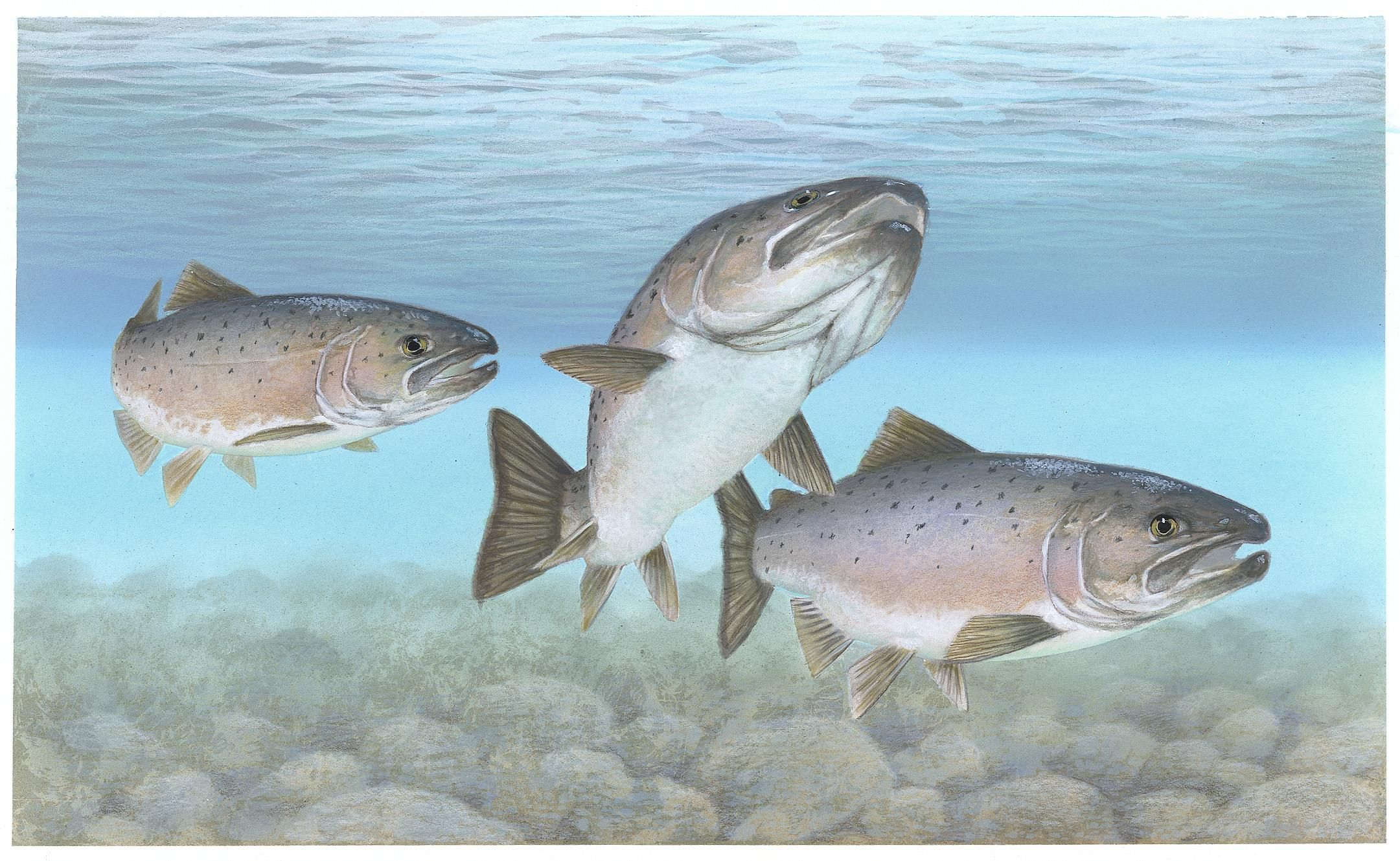
Dessin de Saumons atlantiques.

## Flore recensée

### Espèces végétales déterminantes
De 1991 à 2009, 80 espèces déterminantes végétales ont été recensées sur la ZNIEFF dont :
- un bryophyte en 2001 : la Riccie flottante (Riccia fluitans),
- 76 phanérogames : l'Ache inondée (Helosciadium inundatum), l'Adoxe musquée (Adoxa moschatellina), l'Alysson des montagnes (Alyssum montanum), l'Arabette des Alpes (Arabis alpina), l'Avoine à grosses graines (Avena sterilis), la Balsamine des bois (Impatiens noli-tangere), le Brome en grappe (Bromus racemosus (en)), le Bunias fausse-roquette (Bunias erucago), la Camomille sauvage (Matricaria chamomilla), le Caucalis à grandes fleurs (Orlaya grandiflora), le Cerfeuil doré (Chaerophyllum aureum), la Clypéole jonthlaspi (Clypeola jonthlaspi (de)), la Crépide blanchâtre (Crepis albida (es)), la Drave faux Aïzoon (Draba aizoides), l'Égilope à trois arêtes (Aegilops triuncialis ), l'Épiaire des marais (Stachys palustris), l'Épipactis pourpre noirâtre (Epipactis atrorubens), l'Éragrostide poilue (Eragrostis pilosa), le Flûteau nageant (Luronium natans), la Fumeterre grimpante (Fumaria capreolata), le Gaillet à trois cornes (Galium tricornutum (en)), le Géranium livide (Geranium phaeum), la Gesse des bois (Lathyrus sylvestris), le Gypsophile des murailles (Psammophiliella muralis (en)), l'Hélianthème à feuilles de saule (Helianthemum salicifolium), l'Hysope Hyssopus officinalis), l'Isnardie des marais (Ludwigia palustris), l'Isolépis sétacé (Isolepis setacea), le Jonc fleuri (Butomus umbellatus), le Jouet-du-vent (Apera spica-venti), la Laîche à épis grêles (Carex strigosa), la Laîche appauvrie (Carex depauperata), la Laîche fausse-brize (Carex pseudobrizoides (en)), la Laîche faux souchet (Carex pseudocyperus), le Laser de France (Laserpitium gallicum), la Lentille d'eau à trois sillons (Lemna trisulca), la Lindernie rampante (Lindernia procumbens), la Lunaire vivace (Lunaria rediviva), le Lupin réticulé (Lupinus angustifolius subsp. reticulatus), la Mercuriale de Huet (Mercurialis annua subsp. huetii), la Morène (Hydrocharis morsus-ranae), le Muguet de mai (Convallaria majalis), le Nénuphar jaune (Nuphar lutea), le Nerprun des Alpes (Rhamnus alpina), le Nerprun des rochers (Rhamnus saxatilis), l'Œillet du Roussillon (Dianthus pungens subsp. ruscinonensis), l'Oseille ronde (Rumex scutatus), la Pariétaire officinale (Parietaria officinalis), le Pâturin des marais (Poa palustris), le Persil des montagnes (Oreoselinum nigrum), la Petite amourette (Briza minor), la Petite renouée (Persicaria minor (en)), le Plantain d'eau à feuilles lancéolées (Alisma lanceolatum), le Potamot brillant (Potamogeton nitens), le Potamot de Berchtold (Potamogeton berchtoldii), le Potamot des Alpes (Potamogeton alpinus), le Potamot filiforme (Potamogeton trichoides), le Potamot nain (Potamogeton pusillus), le Potamot noueux (Potamogeton nodosus), le Potamot perfolié (Potamogeton perfoliatus), la Pulicaire commune (Pulicaria vulgaris), la Renoncule aquatique (Ranunculus aquatilis), le Rorippe amphibie (Rorippa amphibia), la Sabline à grandes fleurs (Arenaria grandiflora), la Salicaire pourpier (Lythrum portula), le Scandix d'Espagne (Scandix pecten-veneris subsp. hispanica), le Scirpe à inflorescence ovoïde (Eleocharis ovata), le Scirpe épingle (Eleocharis acicularis), le Silène à bouquets  (Silene armeria ), le Silène de France (Silene gallica), le Silène glaréeux  (Silene vulgaris subsp. glareosa), le Sisymbre d'Autriche (Sisymbrium austriacum), le Souchet de Michel (Cyperus michelianus, le Souchet jaunâtre (Cyperus flavescens), la Véronique faux mouron (Veronica anagalloides) et la Vesce velue (Vicia villosa),
- trois ptéridophytes entre 2000 et 2009 : la Capillaire des murailles à rachis épais (Asplenium trichomanes subsp. pachyrachis), le Gymnocarpe de Robert (Gymnocarpium robertianum) et la Prêle d'hiver (Equisetum hyemale).

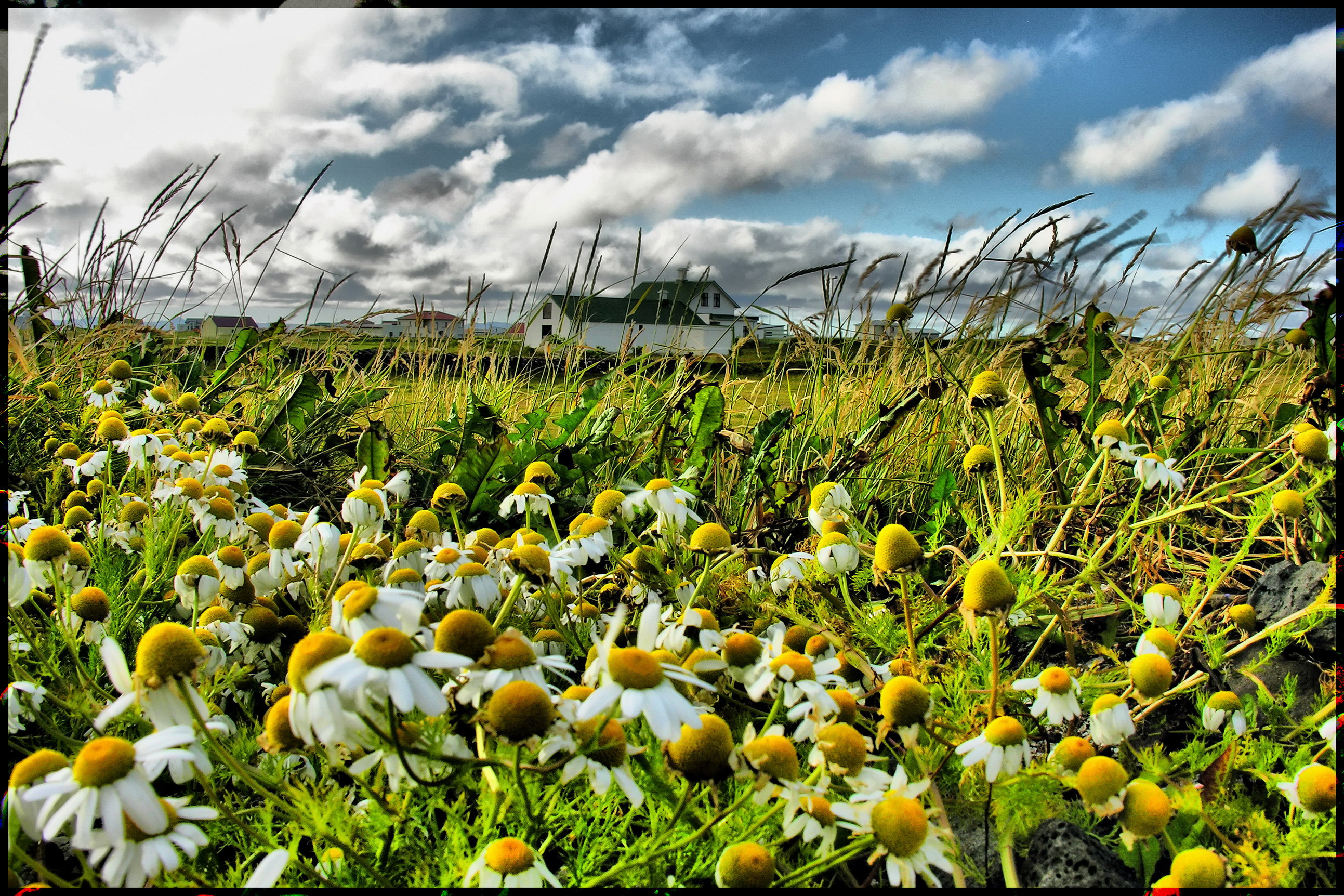
Camomilles sauvages.
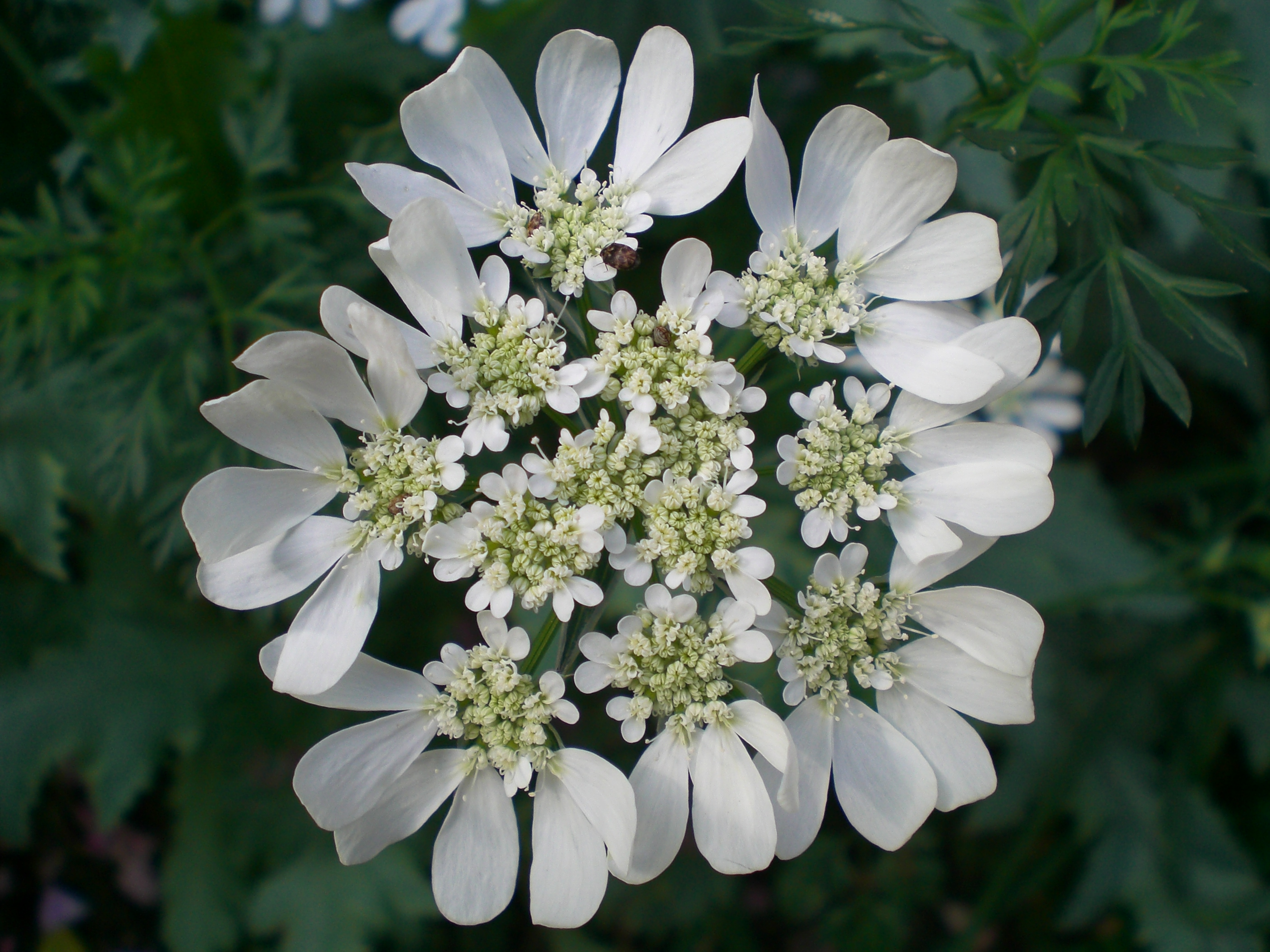
Caucalis à grandes fleurs.
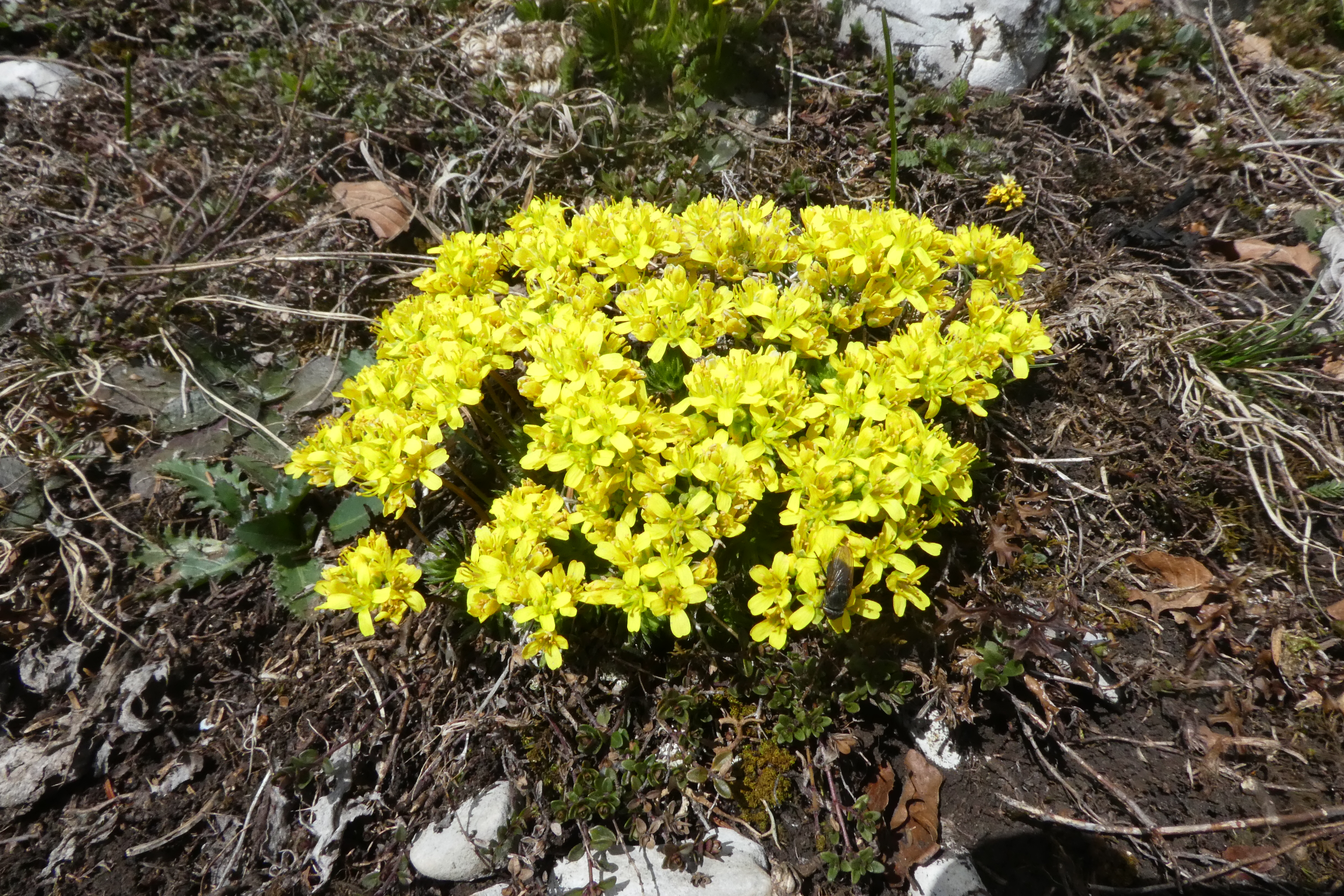
Drave faux Aïzoon.
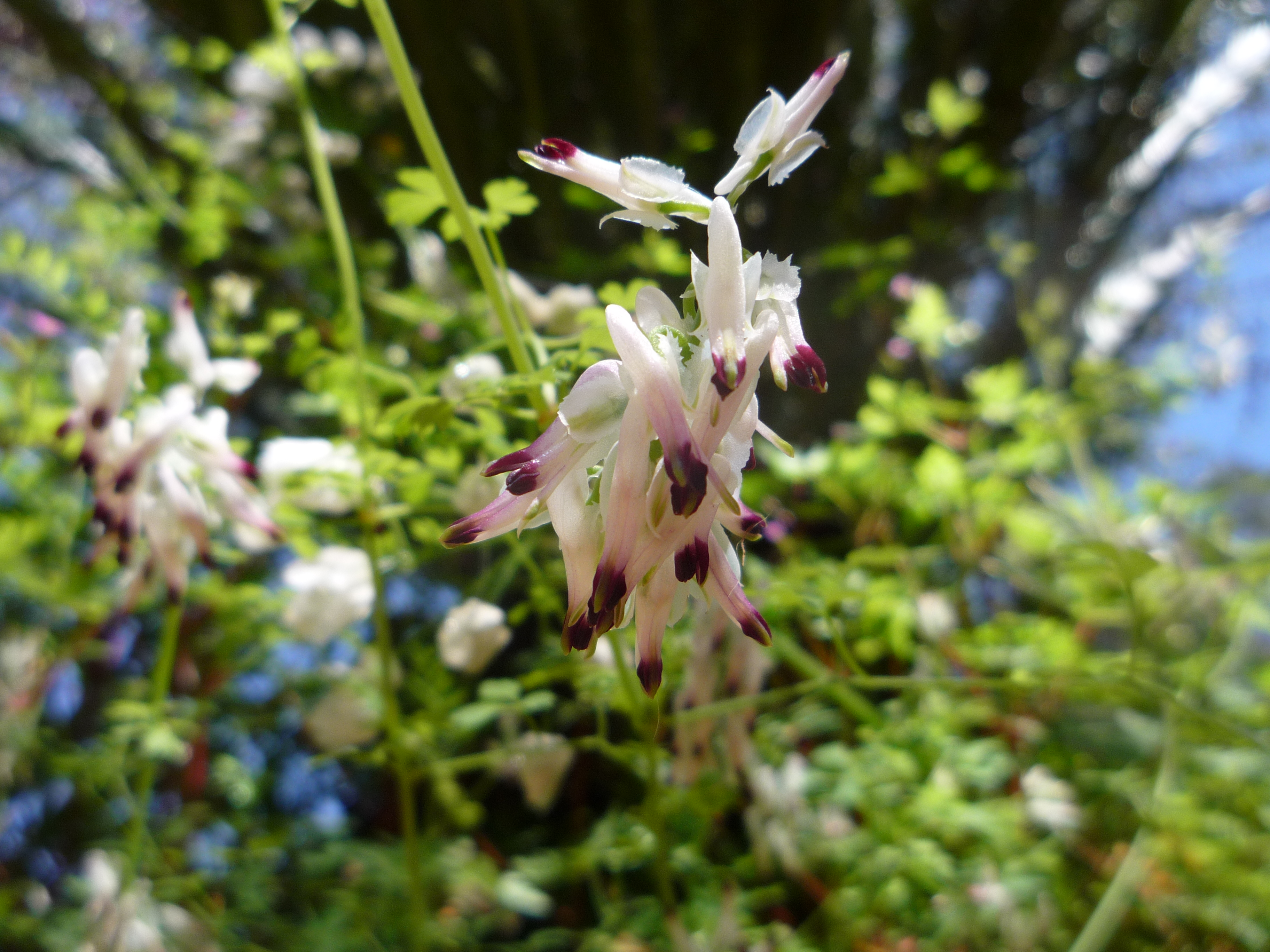
Fumeterre grimpante.
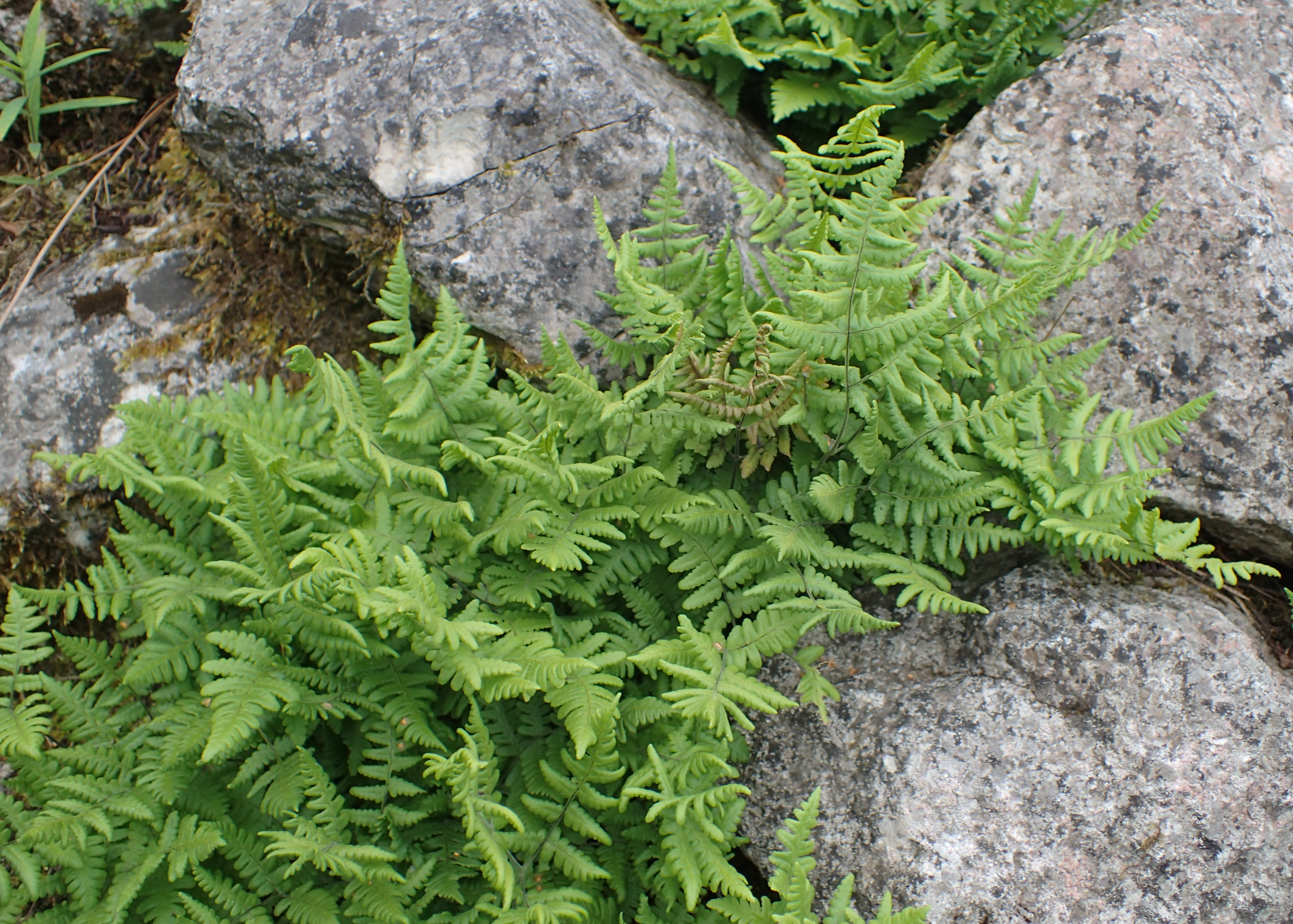
Gymnocarpe de Robert.

### Autres espèces végétales
Quinze autres espèces et sous-espèces de phanérogames non déterminantes y ont été répertoriées entre 1993 et 2009 : l'Armoise blanche (Artemisia alba), la Bardanette en grappe (Tragus racemosus (en)), la Bugrane striée (Ononis striata), la Campanule à petites fleurs (Campanula erinus (it)), la Cardoncelle (Carduncellus mitissimus), le Chêne vert (Quercus ilex), le Fumana fausse bruyère (Fumana ericoides), la Gastridie (Gastridium ventricosum (en)), la Gesse sans vrille (Lathyrus nissolia), l'Hélianthème de Spach (Fumana ericoides subsp. montana), la Laîche paniculée (Carex paniculata), la Leuzée conifère (Rhaponticum coniferum), le Lin d'Autriche (Linum austriacum), l'Orpin reprise (Hylotelephium telephium subsp. fabaria) et le Pistachier térébinthe (Pistacia terebinthus), 

### Protection de la flore
Deux espèces végétales de la ZNIEFF, le Flûteau nageant et la Lindernie rampante, sont protégées au titre de la Directive habitats de l'Union européenne ; elles sont donc protégées sur l'ensemble du territoire français métropolitain, ainsi que la Pulicaire commune.

## Espaces connexes

### Natura 2000
Le site Natura 2000 « vallée de la Dordogne quercynoise » s'étend sur 5 567 hectares et concerne seulement vingt communes du département du Lot, soit quatre de moins que celles de la ZNIEFF homonyme,.
Quatorze espèces animales et une espèce végétale inscrites à l'annexe II de la directive 92/43/CEE de l'Union européenne y ont été répertoriées.

### ZNIEFF
Le territoire de la ZNIEFF « vallée de la Dordogne quercynoise » inclut intégralement celui de la ZNIEFF de type I « la Dordogne quercynoise », quatre fois moins étendue et comprenant quatre communes du Lot en moins : Baladou, Calès, Loubressac et Loupiac,.
De nombreuses espèces déterminantes y ont été recensées : 66 animales et 50 végétales.